# John Le Mesurier
John Le Mesurier, właśc. John Elton Halliley (ur. 5 kwietnia 1912 w Bedford, zm. 15 listopada 1983 w Ramsgate) – brytyjski aktor komediowy, znany przede wszystkim ze swoich ról filmowych i telewizyjnych, w szczególności w serialu Armia tatuśka.

## Życiorys

### Młodość
Pochodził z zamożnej rodziny, jego ojciec był prawnikiem. Ukończył Sherborne School, jedną ze szkół średnich z internatem, przeznaczonych dla dzieci brytyjskich elit. Następnie podjął studia aktorskie, podczas których postanowił używać na scenie nazwiska Le Mesurier, będącego nazwiskiem panieńskim jego matki, pochodzącej z Wysp Normandzkich. Jednym z jego kolegów z roku był Alec Guinness. W 1941 został zmobilizowany i trafił do oddziałów pancernych, stacjonujących w Wielkiej Brytanii, a następnie w Indiach. Po zakończeniu II wojny światowej opuścił wojsko w stopniu kapitana.

### Kariera
Powrócił następnie do kariery aktorskiej, występując łącznie w ponad 100 filmach kinowych, głównie komediach, m.in. w Różowej Panterze z 1963 roku, Włoskiej robocie z 1969 roku czy The Fiendish Plot of Dr. Fu Manchu z 1980, gdzie jego partnerami byli Peter Sellers i Helen Mirren. W 1974 zagrał też niewielką rolę w niezwykle kontrowersyjnej ze względu na liczne śmiałe sceny komedii Wyznania pomywacza okien. Największą popularność przyniosła mu jednak rola w serialu Armia tatuśka (1968-1977), gdzie wcielał się w niezwykle kulturalnego i stonowanego sierżanta Wilsona. Sporo grywał także w radiu, m.in. w 1981 wystąpił jako Bilbo Baggins w produkcji Władcy pierścieni dla BBC Radio 4.

### Życie prywatne
Życie prywatne aktora było przedmiotem szerokiego zainteresowania prasy brukowej. Był żonaty trzykrotnie. Pierwszą żoną aktora była June Melville, którą poślubił w 1939 i rozwiódł się z nią osiem lat później. W 1949 został mężem znanej aktorki komediowej Hattie Jacques, z którą miał dwóch synów. W 1965 ich małżeństwo rozpadło się w atmosferze skandalu, w którym media za winnego uznały jego, on zaś nie protestował. Dopiero po wielu latach biografowie ustalili, że rzeczywistym powodem był romans Jacques ze znacznie młodszym mężczyzną, lecz Le Mesurier nie chciał za życia w żaden sposób prostować tego. Jeszcze w tym samym roku ożenił się po raz trzeci, z aktorką Joan Malin. Byli ze sobą aż do jego śmierci, choć ten związek również był burzliwy z uwagi na długotrwały romans Joan z innym słynnym brytyjskim komikiem, a prywatnie przyjacielem jej męża, Tonym Hancockiem.

### Śmierć
Przez całe życie Le Mesurier znany był z zamiłowania do dobrych alkoholi i bardzo mocnych papierosów, zaś jego ulubioną rozrywką były wieczory w zadymionych klubach jazzowych. W efekcie tych nałogów pod koniec życia cierpiał na marskość wątroby. Zmarł w wieku 71 lat, w wyniku krwotoku wewnętrznego wywołanego przez tę chorobę. Według jego biografii, jego ostatnie słowa brzmiały It's all been rather lovely ("to wszystko było dość urocze"). Zgodnie z jego życzeniem, następnego dnia po jego śmierci w dziale ogłoszeń drobnych dziennika The Times ukazał się anons następującej treści:

John Le Mesurier pragnie powiadomić, że 15 listopada kopnął w kalendarz (conked out). Ze smutkiem tęskni za rodziną i przyjaciółmi.

## Nagrody
- Nagroda BAFTA 1972: najlepszy aktor telewizyjny (za spektakl Teatru BBC Traitor)